# جنگ در خانه (مجموعه تلویزیونی)
جنگ در خانه عنوان یک سریال کمدی ست که از ۱۱ سپتامبر ۲۰۰۵ تا ۲۲ آوریل ۲۰۰۷ از کانال فوکس در امریکا پخش می‌شده‌است. این سریال برای دو سال کامل ادامه پیدا کرد اما به فصل سوم نرسید

## بازیگران
- مایکل راپاپورت در نقش دیوید «دیو» گولد
- آنیتا بارون در نقش ویکتوریا ویکی" گولد
- کایل سولیوان در نقش لاورنس «لری» گولد
- کیلی دیفر در نقش هیلاری گولد
- دین کالینز در نقش مایکل «مایک» گولد
- رامی ملک در نقش خلیل «کنی» البهیر

## داستان
زندگی دیو و ویکی در لانگ آیسلند نیویورک، همراه سه فرزندانشان با مشکلاتی مانند یک خانواده معمولی روبروست. دیو در شرکت بیمه کار می‌کند.او که یهودی است، گاهی بی احساس نشان می‌دهد و گاهی هم با شدت و متعصب عمل می‌کند. خانواده اش بویژه لری این رفتارهای او را خیلی سخت می‌بینند.
دیو دائماً از لری برخورد بد می‌بیند و گاهی هم از دستش ضربه می‌خورد.
همسر دیو، ویکی، یک کاتولیک ایتالیایی جذاب است . او بیشتر وقت خود را صرف مقابله با رفتارهای بدون دلیل دیو می‌کند.